# Insediamenti della Chiesa morava
Gli Insediamenti della Chiesa morava sono un sito seriale transnazionale inserito dall'UNESCO nella lista del Patrimonio Mondiale nel 2024; si tratta dell'estensione seriale transnazionale di Christiansfeld, un insediamento della Chiesa morava in Danimarca, già iscritto nella Lista del Patrimonio mondiale fin dal 2015. La serie comprende quattro località in cui si trovano insediamenti tipici della chiesa morava, che ne riflettono i principi: comunità, uguaglianza, spiritualità e un'architettura sobria ma armoniosa. Ogni sito è stato progettato con una struttura urbana pianificata, centrata sulla chiesa e su edifici comunitari, con un forte senso di coesione sociale.

## I quattro luoghi del sito seriale
| Numero      | Paese       | Suddivisione                     | Comune         | Sito                                  | Area (ha)                           | Coordinate            | Immagine |
| ----------- | ----------- | -------------------------------- | -------------- | ------------------------------------- | ----------------------------------- | --------------------- | -------- |
| 1468bis-001 | Danimarca   | contea dello Jutland Meridionale | Christiansfeld | Chiesa morava di Christiansfeld       | bene: 21,2 zona cuscinetto: 405,8   | 55°21′20″N 9°28′53″E  |          |
| 1468bis-002 | Germania    | Sassonia                         | Herrnhut       | Chiesa morava di Herrnhut             | bene: 45,56 zona cuscinetto: 185,08 | 51°00′56″N 14°44′39″E |          |
| 1468bis-003 | Stati Uniti | Pennsylvania                     | Bethlehem      | Distretto moravo storico di Bethlehem | bene: 3,96 zona cuscinetto: 60,88   | 40°37′09″N 75°22′51″W |          |
| 1468bis-004 | Regno Unito | Irlanda del Nord                 | Gracehill      | Chiesa morava di Gracehill            | bene: 9,1 zona cuscinetto: 95,9     | 54°51′13″N 6°19′37″W  |          |